# جوان فانيكولا
جوان فانيكولا هي ممثلة كندية، ولدت في 20 أبريل 1968 بمونتريال في كندا.

## أعمال

### مسلسلات
- جوجو بطل الحكاية

## وصلات خارجية
- جو فانيكولا على موقع IMDb (الإنجليزية)
- جو فانيكولا على موقع ألو سيني (الفرنسية)
- جو فانيكولا على موقع أول موفي (الإنجليزية)
- جو فانيكولا على موقع قاعدة بيانات الأفلام السويدية (السويدية)
- جو فانيكولا على موقع قاعدة بيانات الفيلم (الإنجليزية)
- جو فانيكولا على موقع كينوبويسك (الروسية)
- جو فانيكولا على موقع ANN person (الإنجليزية)